# 23772 Masateru
23772 Masateru è un asteroide della fascia principale. Scoperto nel 1998, presenta un'orbita caratterizzata da un semiasse maggiore pari a 2,3333523 UA e da un'eccentricità di 0,0797482, inclinata di 5,51561° rispetto all'eclittica.